# Беліджі
Беліджі — селище міського типу в Дербентському районі Дагестану. Утворює міське поселення селище Беліджі.

## Географія
Селище розташовано за 20 км на південь від Дербента. Безпосередньо примикає до селища село Беліджі, яке утворює окреме муніципальне утворення.

## Історія
Засноване 1899 року. Статус селища міського типу — з 1965 року.

## Населення
Національний склад
Більшість населення селища (89 %) складають лезгини, проживають також табасаранці, рутульці і азербайджанці.
Національний склад за результатами перепису населення 2010 року:
| Національність | Населення | Частка, % |
| -------------- | --------- | --------- |
| Все населення  | 12 236    | 100 %     |
| лезгини        | 10 853    | 88,7 %    |
| табасарани     | 648       | 5,3 %     |
| рутульці       | 224       | 1,8 %     |
| азербайджанці  | 165       | 1,3 %     |
| інші           | 346       | 2,9 %     |

## Інфраструктура
У Беліджах працюють п'ять загальноосвітніх шкіл:
- Гімназія № 1 ім. А. Ісрафілова
- Беліджинська академічна школа № 1
- Середня школа № 3
- Середня школа № 2
- Неповна середня школа № 1
- Неповна середня школа № 2
- Спортивна школа ДЮСШ № 1
- Будинок дитячої творчості
- Музична школа
- Професійний ліцей № 8
- Російський Державний Педагогічний Інститут
- Будинок культури

## Транспорт
У селищі розташована залізнична станція Беліджі Північно-Кавказької залізниці.